# Seznam polkov po zaporednih številkah (500. - 549.)
Seznam polkov po zaporednih številkah - polki od 500. do 549.

## 500. polk
Pehotni
- 500. strelski polk (ZSSR)

Artilerijski
- 500. lahki artilerijski polk (ZSSR)
- 500. korpusni tankovski artilerijski polk (Wehrmacht)

Inženirski/Pionirski
- 500. pionirski polk (Wehrmacht)

## 501. polk
Pehotni
- 501. pehotni polk (ZDA)
- 501. strelski polk (ZSSR)
- 501. pehotni polk (Wehrmacht)
- 501. grenadirski polk (Wehrmacht)

Padalski
- 501. padalski pehotni polk (samostojni)

Artilerijski
- 501. havbični artilerijski polk (ZSSR)

Komunikacijski
- 501. armadni komunikacijski polk (Wehrmacht)

## 502. polk
Pehotni
- 502. pehotni polk (ZDA)
- 502. strelski polk (ZSSR)
- 502. pehotni polk (Wehrmacht)
- 502. grenadirski polk (Wehrmacht)

Padalski
- 502. padalski pehotni polk (ZDA)

Aviacijski
- 502. aviacijski polk (ZDA)

Artilerijski
- 502. havbični artilerijski polk (ZSSR)

## 503. polk
Pehotni
- 503. strelski polk (ZSSR)
- 503. zračnoprevozna polkovna bojna skupina (samostojna)
- 503. pehotni polk (ZDA)
- 503. pehotni polk (Wehrmacht)
- 503. grenadirski polk (Wehrmacht)

Artilerijski
- 503. havbični artilerijski polk (ZSSR)

## 504. polk
Pehotni
- 504. pehotni polk (ZDA)
- 504. strelski polk (ZSSR)
- 504. pehotni polk (Wehrmacht)
- 504. grenadirski polk (Wehrmacht)

Zračnoprevozni
- 504. zračnoprevozni pehotni polk (ZDA)

Artilerijski
- 504. havbični artilerijski polk (ZSSR)

Inženirski/Pionirski
- 504. pionirski polk za posebne namene (Wehrmacht)

Komunikacijski
- 504. komunikacijski polk armadnih skupin (Wehrmacht)

## 505. polk
Pehotni
- 505. strelski polk (ZSSR)
- 505. pehotni polk (ZDA)
- 505. pehotni polk (Wehrmacht)
- 505. grenadirski polk (Wehrmacht)
- 505. padalski pehotni polk (ZDA)

Artilerijski
- 505. havbični artilerijski polk (ZSSR)

## 506. polk
Pehotni
- 506. pehotni polk (ZDA)
- 506. strelski polk (ZSSR)
- 506. pehotni polk (Wehrmacht)
- 506. grenadirski polk (Wehrmacht)

Zračnoprevozni
- 506. zračnoprevozni pehotni polk (ZDA)

Artilerijski
- 506. havbični artilerijski polk (ZSSR)

Komunikacijski
- 506. komunikacijski polk za posebne namene (Wehrmacht)

## 507. polk
Pehotni
- 507. pehotni polk (ZDA)
- 507. strelski polk (ZSSR)
- 507. pehotni polk (Wehrmacht)
- 507. grenadirski polk (Wehrmacht)

Zračnoprevozni
- 507. zračnoprevozni pehotni polk (ZDA)

Artilerijski
- 507. polk korpusne artilerije (ZSSR)

Inženirski/Pionirski
- 507. pionirski polk za posebne namene (Wehrmacht)

## 508. polk
Pehotni
- 508. pehotni polk (ZDA)
- 508. strelski polk (ZSSR)
- 508. pehotni polk (Wehrmacht)
- 508. grenadirski polk (Wehrmacht)

Zračnoprevozni
- 508. zračnoprevozni pehotni polk (ZDA)
- 508. zračnoprevozna polkovna bojna skupina (ZDA)

Artilerijski
- 508. havbični artilerijski polk (ZSSR)

Komunikacijski
- 508. armadni komunikacijski polk (Wehrmacht)

## 509. polk
Pehotni
- 509. pehotni polk (ZDA)
- 509. strelski polk (ZSSR)
- 509. pehotni polk (zračnoprevozni)
- 509. pehotni polk (Wehrmacht)
- 509. grenadirski polk (Wehrmacht)

Artilerijski
- 509. protiletalski artilerijski polk (ZSSR)

Komunikacijski
- 509. armadni komunikacijski polk (Wehrmacht)

## 510. polk
Pehotni
- 510. strelski polk (ZSSR)
- 510. pehotni polk (Wehrmacht)
- 510. grenadirski polk (Wehrmacht)

Artilerijski
- 510. havbični artilerijski polk (ZSSR)

## 511. polk
Pehotni
- 511. pehotni polk (ZDA)
- 511. strelski polk (ZSSR)
- 511. pehotni polk (Wehrmacht)
- 511. grenadirski polk (Wehrmacht)

Zračnoprevozni
- 511. zračnoprevozni pehotni polk (ZDA)

Artilerijski
- 511. havbični artilerijski polk (ZSSR)

Komunikacijski
- 511. armadni komunikacijski polk (Wehrmacht)

Inženirski/Pionirski
- 511. pionirski polk za posebne namene (Wehrmacht)

## 512. polk
Pehotni
- 512. strelski polk (ZSSR)
- 512. pehotni polk (Wehrmacht)
- 512. grenadirski polk (Wehrmacht)

Artilerijski
- 512. havbični artilerijski polk (ZSSR)

Komunikacijski
- 512. armadni komunikacijski polk (Wehrmacht)

Inženirski/Pionirski
- 512. pionirski polk za posebne namene (Wehrmacht)

## 513. polk
Pehotni
- 513. strelski polk (ZSSR)
- 513. pehotni polk (Wehrmacht)
- 513. grenadirski polk (Wehrmacht)

Padalski
- 513. padalski pehotni polk (ZDA)

Artilerijski
- 513. protiletalski artilerijski polk (ZSSR)

Inženirski/Pionirski
- 513. pionirski polk za posebne namene (Wehrmacht)

## 514. polk
Pehotni
- 514. strelski polk (ZSSR)
- 514. pehotni polk (Wehrmacht)
- 514. grenadirski polk (Wehrmacht)

Artilerijski
- 514. artilerijski polk (ZSSR)

Inženirski/Pionirski
- 514. pionirski polk za posebne namene (Wehrmacht)

Komunikacijski
- 514. komunikacijski polk za posebne namene (Wehrmacht)

## 515. polk
Pehotni
- 515. strelski polk (ZSSR)
- 515. pehotni polk (Wehrmacht)
- 515. grenadirski polk (Wehrmacht)

Padalski
- 515. padalski pehotni polk (samostojni)

Artilerijski
- 515. havbični artilerijski polk (ZSSR)

Komunikacijski
- 515. železniški komunikacijski polk (Wehrmacht)

Inženirski/Pionirski
- 515. pionirski polk za posebne namene (Wehrmacht)

## 516. polk
Pehotni
- 516. strelski polk (ZSSR)
- 516. pehotni polk (Wehrmacht)
- 516. grenadirski polk (Wehrmacht)

Artilerijski
- 516. havbični artilerijski polk (ZSSR)

Komunikacijski
- 516. železniški komunikacijski polk (Wehrmacht)

Inženirski/Pionirski
- 516. pionirski polk za posebne namene (Wehrmacht)

Komunikacijski
- 516. komunikacijski polk za posebne namene (Wehrmacht)

## 517. polk
Pehotni
- 517. strelski polk (ZSSR)
- 517. pehotni polk (Wehrmacht)
- 517. grenadirski polk (Wehrmacht)

Padalski
- 517. padalski pehotni polk (ZDA)

Artilerijski
- 517. havbični artilerijski polk (ZSSR)

Komunikacijski
- 517. železniški komunikacijski polk (Wehrmacht)
- 517. komunikacijski polk za posebne namene (Wehrmacht)

Inženirski/Pionirski
- 517. pionirski polk za posebne namene (Wehrmacht)

## 518. polk
Pehotni
- 518. pehotni polk (ZDA)
- 518. strelski polk (ZSSR)
- 518. pehotni polk (Wehrmacht)
- 518. grenadirski polk (Wehrmacht)

Artilerijski
- 518. protiletalski artilerijski polk (ZSSR)

Inženirski/Pionirski
- 518. pionirski polk za posebne namene (Wehrmacht)

Komunikacijski
- 518. komunikacijski polk armadnih skupin (Wehrmacht)

## 519. polk
Pehotni
- 519. strelski polk (ZSSR)
- 519. pehotni polk (Wehrmacht)
- 519. grenadirski polk (Wehrmacht)

Artilerijski
- 519. havbični artilerijski polk (ZSSR)

Komunikacijski
- 519. armadni komunikacijski polk (Wehrmacht)

Inženirski/Pionirski
- 519. pionirski polk za posebne namene (Wehrmacht)

## 520. polk
Pehotni
- 520. strelski polk (ZSSR)
- 520. pehotni polk (Wehrmacht)
- 520. grenadirski polk (Wehrmacht)

Artilerijski
- 520. artilerijski polk (ZSSR)

Komunikacijski
- 520. armadni komunikacijski polk (Wehrmacht)

Inženirski/Pionirski
- 520. pionirski polk za posebne namene (Wehrmacht)

## 521. polk
Pehotni
- 521. strelski polk (ZSSR)
- 521. pehotni polk (Wehrmacht)
- 521. grenadirski polk (Wehrmacht)

Artilerijski
- 521. artilerijski polk (ZSSR)

Komunikacijski
- 521. armadni komunikacijski polk (Wehrmacht)
- 521. komunikacijski polk armadnih skupin (Wehrmacht)

## 522. polk
Pehotni
- 522. strelski polk (ZSSR)
- 522. pehotni polk (Wehrmacht)
- 522. grenadirski polk (Wehrmacht)

Artilerijski
- 522. havbični artilerijski polk (ZSSR)

Inženirski/Pionirski
- 522. pionirski polk za posebne namene (Wehrmacht)

## 523. polk
Pehotni
- 523. strelski polk (ZSSR)
- 523. pehotni polk (Wehrmacht)
- 523. grenadirski polk (Wehrmacht)

Artilerijski
- 523. artilerijski polk (ZSSR)

## 524. polk
Pehotni
- 524. strelski polk (ZSSR)
- 524. pehotni polk (Wehrmacht)
- 524. grenadirski polk (Wehrmacht)

Artilerijski
- 524. topniški artilerijski polk (ZSSR)

Komunikacijski
- 524. armadni komunikacijski polk (Wehrmacht)

## 525. polk
Pehotni
- 525. strelski polk (ZSSR)
- 525. pehotni polk (Wehrmacht)
- 525. grenadirski polk (Wehrmacht)

Artilerijski
- 525. havbični artilerijski polk (ZSSR)

## 526. polk
Pehotni
- 526. strelski polk (ZSSR)
- 526. pehotni polk (Wehrmacht)
- 526. grenadirski polk (Wehrmacht)

Artilerijski
- 526. havbični artilerijski polk (ZSSR)

== 527. polk ==¸
Pehotni
- 527. strelski polk (ZSSR)
- 527. pehotni polk (Wehrmacht)
- 527. grenadirski polk (Wehrmacht)

Artilerijski
- 527. havbični artilerijski polk (ZSSR)
- 527. obalni artilerijski polk kopenske vojske (Wehrmacht)

## 528. polk
Pehotni
- 528. strelski polk (ZSSR)
- 528. pehotni polk (Wehrmacht)
- 528. grenadirski polk (Wehrmacht)

Artilerijski
- 528. artilerijski polk (ZSSR)

## 529. polk
Pehotni
- 529. strelski polk (ZSSR)
- 529. pehotni polk (Wehrmacht)
- 529. grenadirski polk (Wehrmacht)

Artilerijski
- 529. havbični artilerijski polk (ZSSR)

## 530. polk
Pehotni
- 530. strelski polk (ZSSR)
- 530. pehotni polk (Wehrmacht)
- 530. grenadirski polk (Wehrmacht)

Artilerijski
- 530. artilerijski polk (ZSSR)

Komunikacijski
- 530. armadni komunikacijski polk (Wehrmacht)
- 530. komunikacijski polk armadnih skupin (Wehrmacht)
- 530. komunikacijski polk za posebne namene (Wehrmacht)

## 531. polk
Pehotni
- 531. strelski polk (ZSSR)
- 531. pehotni polk (Wehrmacht)
- 531. grenadirski polk (Wehrmacht)

Artilerijski
- 531. lahki artilerijski polk (ZSSR)

Komunikacijski
- 531. armadni komunikacijski polk (Wehrmacht)

## 532. polk
Pehotni
- 532. strelski polk (ZSSR)
- 532. pehotni polk (Wehrmacht)
- 532. grenadirski polk (Wehrmacht)

Artilerijski
- 532. havbični artilerijski polk (ZSSR)

## 533. polk
Pehotni
- 533. strelski polk (ZSSR)
- 533. pehotni polk (Wehrmacht)
- 533. grenadirski polk (Wehrmacht)

Artilerijski
- 533. protiletalski artilerijski polk (ZSSR)

## 534. polk
Pehotni
- 534. strelski polk (ZSSR)
- 534. pehotni polk (Wehrmacht)
- 534. grenadirski polk (Wehrmacht)

Artilerijski
- 534. havbični artilerijski polk (ZSSR)

Inženirski/Pionirski
- 534. pionirski polk za posebne namene (Wehrmacht)

## 535. polk
Pehotni
- 535. strelski polk (ZSSR)
- 535. pehotni polk (Wehrmacht)
- 535. grenadirski polk (Wehrmacht)

Artilerijski
- 535. havbični artilerijski polk (ZSSR)

## 536. polk
Pehotni
- 536. strelski polk (ZSSR)
- 536. pehotni polk (Wehrmacht)
- 536. grenadirski polk (Wehrmacht)

Artilerijski
- 536. havbični artilerijski polk (ZSSR)

## 537. polk
Pehotni
- 537. strelski polk (ZSSR)
- 537. pehotni polk (Wehrmacht)
- 537. grenadirski polk (Wehrmacht)

Artilerijski
- 537. havbični artilerijski polk (ZSSR)

Komunikacijski
- 537. armadni komunikacijski polk (Wehrmacht)
- 537. komunikacijski polk armadnih skupin (Wehrmacht)

## 538. polk
Pehotni
- 538. strelski polk (ZSSR)
- 538. pehotni polk (Wehrmacht)
- 538. grenadirski polk (Wehrmacht)

Artilerijski
- 538. havbični artilerijski polk (ZSSR)

## 539. polk
Pehotni
- 539. strelski polk (ZSSR)
- 539. pehotni polk (Wehrmacht)
- 539. grenadirski polk (Wehrmacht)

Artilerijski
- 539. havbični artilerijski polk (ZSSR)

## 540. polk
Pehotni
- 540. strelski polk (ZSSR)

Artilerijski
- 540. artilerijski polk (ZSSR)

## 541. polk
Pehotni
- 541. strelski polk (ZSSR)
- 541. pehotni polk (Wehrmacht)
- 541. grenadirski polk (Wehrmacht)

Padalski
- 541. padalski pehotni polk (samostojni)

Artilerijski
- 541. havbični artilerijski polk (ZSSR)

Inženirski/Pionirski
- 541. pionirski polk za posebne namene (Wehrmacht)

## 542. polk
Pehotni
- 542. strelski polk (ZSSR)
- 542. pehotni polk (Wehrmacht)
- 542. grenadirski polk (Wehrmacht)
- 542. padalski pehotni polk (ZDA)

Artilerijski
- 542. havbični artilerijski polk (ZSSR)

## 543. polk
Pehotni
- 543. strelski polk (ZSSR)
- 543. pehotni polk (Wehrmacht)
- 543. grenadirski polk (Wehrmacht)

Artilerijski
- 543. polk korpusne artilerije (ZSSR)

Inženirski/Pionirski
- 543. pionirski polk za posebne namene (Wehrmacht)

## 544. polk
Pehotni
- 544. strelski polk (ZSSR)
- 544. pehotni polk (Wehrmacht)
- 544. grenadirski polk (Wehrmacht)

Artilerijski
- 544. havbični artilerijski polk (ZSSR)

Inženirski/Pionirski
- 544. pionirski polk za posebne namene (Wehrmacht)

## 545. polk
Pehotni
- 545. strelski polk (ZSSR)
- 545. pehotni polk (Wehrmacht)
- 545. grenadirski polk (Wehrmacht)

Artilerijski
- 545. polk korpusne artilerije (ZSSR)

Inženirski/Pionirski
- 545. pionirski polk za posebne namene (Wehrmacht)

## 546. polk
Pehotni
- 546. strelski polk (ZSSR)
- 546. pehotni polk (Wehrmacht)
- 546. grenadirski polk (Wehrmacht)

Artilerijski
- 546. polk korpusne artilerije (ZSSR)

Inženirski/Pionirski
- 546. pionirski polk za posebne namene (Wehrmacht)

## 547. polk
Pehotni
- 547. strelski polk (ZSSR)
- 547. pehotni polk (Wehrmacht)
- 547. grenadirski polk (Wehrmacht)

Artilerijski
- 547. havbični artilerijski polk (ZSSR)

Inženirski/Pionirski
- 547. pionirski polk za posebne namene (Wehrmacht)

## 548. polk
Pehotni
- 548. strelski polk (ZSSR)
- 548. pehotni polk (Wehrmacht)
- 548. grenadirski polk (Wehrmacht)

Artilerijski
- 548. polk korpusne artilerije (ZSSR)

Inženirski/Pionirski
- 548. pionirski polk za posebne namene (Wehrmacht)

## 549. polk
Pehotni
- 549. strelski polk (ZSSR)
- 549. pehotni polk (Wehrmacht)
- 549. grenadirski polk (Wehrmacht)

Artilerijski
- 549. havbični artilerijski polk (ZSSR)

Komunikacijski
- 549. armadni komunikacijski polk (Wehrmacht)

Inženirski/Pionirski
- 549. pionirski polk za posebne namene (Wehrmacht)